# Wolfgang Kolin
Wolfgang Kolin (* vor 1500; heimatberechtigt in Zug; † 28. Oktober 1558 ebenda) war Zuger Pannerherr, Landvogt und Offizier.

## Leben und Wirken

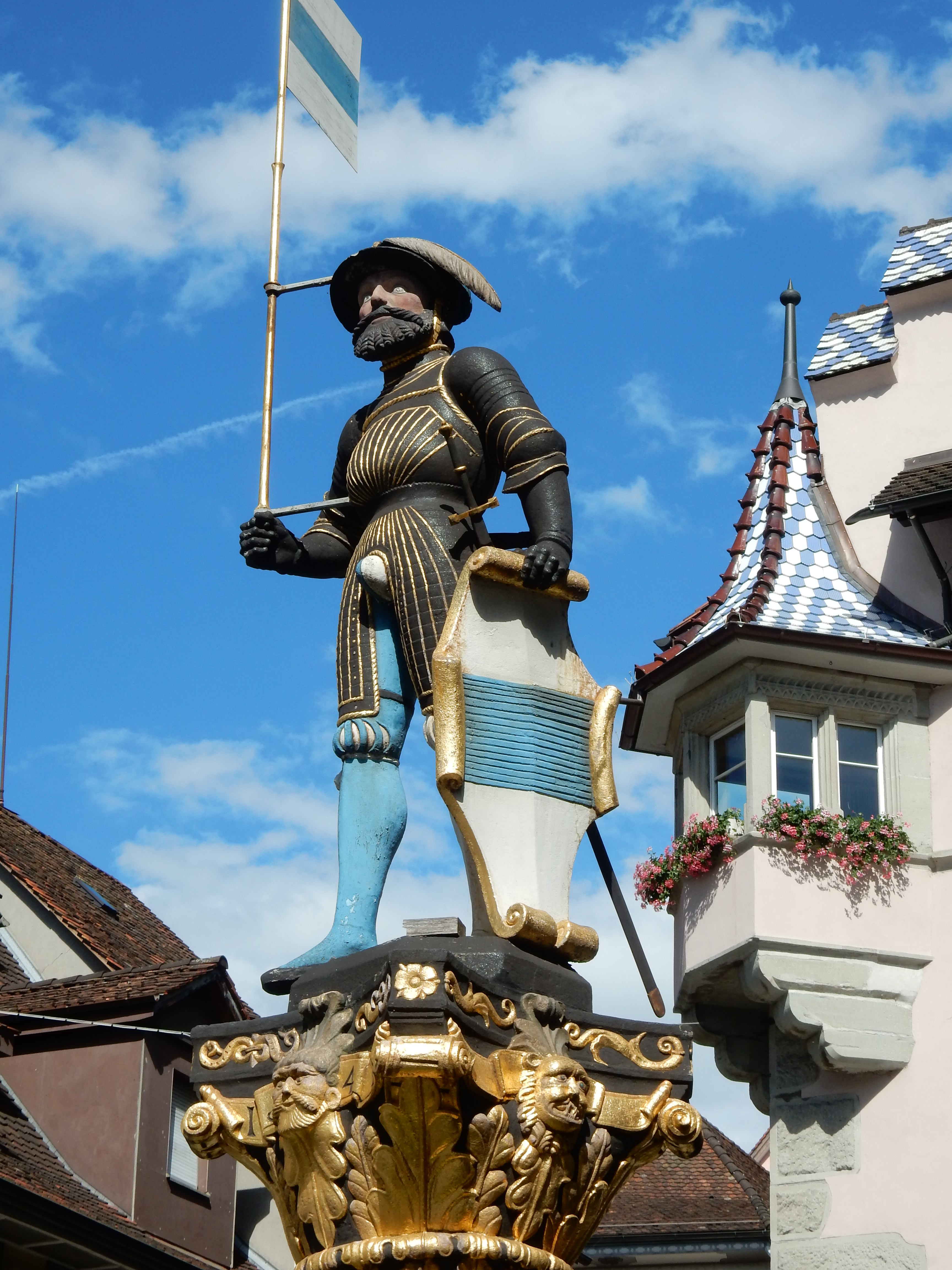
Statue des Kolinbrunnens

Wolfgang Kolin wurde 1526 erstmals als Rats- und Pannerherr (Venner) des Ortes Zug erwähnt. Beide Ämter hatte er bis zu seinem Tod inne. Er war Sohn des Hans Kolin und der Anna Stadlin und 1544 Bauherr des «Ochsens». Das Gasthaus am heutigen «Kolinplatz» war lange Zeit das bedeutendste der Stadt.
Kolin war Abgeordneter beim Zweiten Landfrieden zu Deinikon. Er übte das Amt des städtischen Obervogts in Risch, Steinhausen und Cham aus. Von 1545 bis 1547 war Kolin Landvogt der «Freien Ämter». Als zugerischer Gesandter wird er 1551 und 1552 genannt, sowie 1557 als Hauptmann in päpstlichen Diensten.
Es ist möglich, dass die Statue des «Kolinbrunnens» (1541: Lindenbrunnen) eine Darstellung des Pannerherren Wolfgang Kolin ist.

## Belege
1. 1 2  Renato Morosoli: Wolfgang Kolin. In: Historisches Lexikon der Schweiz.  19. Dezember 2016.
2. ↑  myswitzerland.com: Kolinbrunnen – Erlebnis Zug. (Abgerufen am 5. Juli 2023.)

| Personendaten    | Personendaten                           |
| ---------------- | --------------------------------------- |
| NAME             | Kolin, Wolfgang                         |
| KURZBESCHREIBUNG | Zuger Pannerherr, Landvogt und Offizier |
| GEBURTSDATUM     | vor 1500                                |
| STERBEDATUM      | 28. Oktober 1558                        |